# Sertaneja
Sertaneja ist ein brasilianisches Munizip im Norden des Bundesstaats Paraná. Es hat 5.616 Einwohner (2022), die sich Sertanejaner oder Sertanejantes oder auch Sertanejenser nennen. Seine Fläche beträgt 444 km². Es liegt 449 Meter über dem Meeresspiegel. Die Gemeinde ist Teil der Metropolregion Londrina.

## Etymologie
Der Name kommt vom Begriff Sertanejo, zu deutsch im Sertão gelegen. Denn die Siedlung entstand im fernen Hinterland fern von jeder Stadt und ohne jedwede Kommunikationsmittel.

## Geschichte

### Besiedlung
Das Land des heutigen Munizips Sertaneja wurde zwischen 1940 und 1945 von der Cia. Agrícola Barbosa erworben. Die gute Qualität des Bodens, der sich für den Kaffeeanbau eignete, zog eine große Anzahl von Pionieren und Siedlern an. Die ersten Bewohner waren Holzfäller, die mit der feindlichen Umgebung und allen möglichen Schwierigkeiten konfrontiert waren. Nach der Eröffnung von Pisten entstand die Fazenda Santo Antonio von Wanderley Charlach. Er errichtete auf seinem Grundstück das erste Sägewerk.  
Im Jahr 1943 verfügte das Dorf Sertaneja, wie es bereits genannt wurde, über einige Handelseinrichtungen. Als Transportmittel dienten Jardineiras, also offene Lastwagen mit einer Sitzbank auf der Ladefläche. Die Straßen nach Cornélio Procópio und Assis waren unbefestigte Feldwege. Die erste Kapelle wurde 1944 dem Heiligen Antonius von Padua geweiht. Mitte 1945 kam die erste Schule. Der Kaffeeanbau boomte, die Produktion war zu dieser Zeit außergewöhnlich hoch. Dies führte zum schnellen Wachstum der Bevölkerung.

### Erhebung zum Munizip
Sertaneja wurde durch das Staatsgesetz Nr. 790 vom 14. November 1951 aus Cornélio Procópio ausgegliedert und in den Rang eines Munizips erhoben. Es wurde am 14. Dezember 1952 als Munizip installiert.

## Geografie

### Fläche und Lage
Sertaneja liegt auf dem Terceiro Planalto Paranaense (der Dritten oder Guarapuava-Hochebene von Paraná). Seine Fläche beträgt 444 km². Es liegt auf einer Höhe von 449 Metern.

### Vegetation
Das Biom von Sertaneja ist Mata Atlântica.

### Klima
In Sertaneja herrscht tropisches Klima. Im Sommer fallen in Sertaneja deutlich mehr Niederschläge als im Winter. Die Klimaklassifikation nach Köppen und Geiger lautet Aw. Im Jahresdurchschnitt liegt die Temperatur bei 22,6 °C. Innerhalb eines Jahres gibt es 1335 mm Niederschlag.

### Gewässer
Sertaneja ist an zwei Seiten vom Capivara-Stausee umgeben: im Norden der Paranapanema und im Westen der Tibají. Im Südwesten bildet der Rio Congonhas die Grenze zum Munizip Rancho Alegre. 

### Straßen
Sertaneja ist über die PR-160 mit Cornélio Procópio im Südosten verbunden. Nach Norden führt die PR-160 zur PR-323, die Cambé mit Assis im Staat São Paulo verbindet.  

### Nachbarmunizipien
| Primeiro de Maio | Pedrinhas Paulista                          |          |
| Sertanópolis     | Kompassrose, die auf Nachbargemeinden zeigt |          |
| Rancho Alegre    | Uraí                                        | Leópolis |

## Stadtverwaltung
Bürgermeister: Jamison Donizete da Silva, PSD (2021–2024)
Vizebürgermeister: Valdecir Carlos Martins, PSD (2021–2024)

## Demografie

### Bevölkerungsentwicklung
| Jahr | Einwohner | Stadt | Land |
| ---- | --------- | ----- | ---- |
| 1960 | 17.337    | 12 %  | 88 % |
| 1970 | 14.295    | 25 %  | 75 % |
| 1980 | 6.928     | 59 %  | 41 % |
| 1991 | 6.708     | 73 %  | 27 % |
| 2000 | 6.521     | 84 %  | 16 % |
| 2010 | 5.817     | 88 %  | 12 % |
| 2022 | 5.616     |       |      |

Quelle: IBGE (2011) und Volkszählung 2022

### Ethnische Zusammensetzung
| Gruppe * | 1991    | 2000    | 2010    | wer sich als …                                                                   |
| --- | ------- | ------- | ------- | -------------------------------------------------------------------------------- |
| Weiße | 60,2 %  | 71,8 %  | 69,1 %  | weiß bezeichnet                                                                  |
| Schwarze | 4,2 %   | 3,0 %   | 2,8 %   | schwarz bezeichnet                                                               |
| Gelbe | 7,0 %   | 5,1 %   | 3,6 %   | von fernöstlicher Herkunft wie japanisch, chinesisch, koreanisch etc. bezeichnet |
| Braune | 28,5 %  | 19,5 %  | 24,5 %  | braun oder als Mischung aus mehreren Gruppen bezeichnet                          |
| Indigene | 0,0 %   | 0,2 %   | 0,0 %   | Ureinwohner oder Indio bezeichnet                                                |
| ohne Angabe | 0,0 %   | 0,4 %   | 0,0 %   |                                                                                  |
| Gesamt | 100,0 % | 100,0 % | 100,0 % |                                                                                  |
| *) Das IBGE verwendet für Volkszählungen ausschließlich diese fünf Gruppen. Es verzichtet bewusst auf Erläuterungen. Die Zugehörigkeit wird vom Einwohner selbst festgelegt. |         |         |         |                                                                                  |

Quelle: IBGE (Stand: 1991, 2000 und 2010)